# ماثيو غراي
ماثيو غراي (بالإنجليزية: Matthew Gray) هو نبال أسترالي، ولد في 24 يونيو 1973 في Yea, Victoria ‏ في أستراليا.

## وصلات خارجية
- ماثيو غراي على موقع الاتحاد الدولي للرماية بالسهام (الإنجليزية)
- ماثيو غراي على موقع اللجنة الأولمبية الدولية (الإنجليزية)
- ماثيو غراي على موقع أوليمبيديا (الإنجليزية)
- ماثيو غراي على موقع اللجنة الأولمبية الأسترالية (الإنجليزية)